# Salobre
Salobre ist eine Gemeinde (municipio) mit 442 Einwohnern (Stand: 2024) im Süden der Provinz Albacete in der autonomen Region Kastilien-La Mancha. Neben dem Hauptort Salobre gehören die Ortschaft Reolid und der Weiler El Ojuelo zur Ortschaft.

## Lage
Salobre liegt in der nördlichen Berglandschaft der Sierra de Alcaraz, dem nördlichen Ausläufer der Betischen Kordillere. Der Ort befindet sich in ca. 85 km (Fahrtstrecke) südwestlich der Provinzhauptstadt Albacete einer Höhe von ca. 930 m. Das Klima im Winter ist gemäßigt, im Sommer dagegen warm; die geringen Niederschlagsmengen fallen – mit Ausnahme der nahezu regenlosen Sommermonate – verteilt übers ganze Jahr.

## Bevölkerungsentwicklung
| Jahr      | 1970 | 1981 | 1991 | 2001 | 2011 | 2021 |
| Einwohner | 1019 | 802  | 670  | 574  | 585  | 463  |

## Sehenswürdigkeiten
- Dominikuskirche in Reolid
- Marienkirche in Salobre